# Moisselles
 Moisselles  es una población y comuna francesa, en la región de Isla de Francia, departamento de Valle del Oise, en el distrito de Sarcelles y cantón de Domont.

## Demografía
| 976 | 980 | 974 | 910 | 816 | 962 |
| Para los censos de 1962 a 1999 la población legal corresponde a la población sin duplicidades (Fuente: INSEE [Consultar]) |     |     |     |     |     |